# Приканальный (Среднеахтубинский район)
Приканальный — посёлок в Среднеахтубинском районе Волгоградской области. Входит в состав Кировского сельского поселения.

## География
Село находится у ерика Гнилой. Он течет на север, на Волго-Ахтубинский канал.
Уличная сеть
- ул. Гоголя
- ул. Заречная
- ул. Озерная
- ул. Первомайская
- ул. Центральная
- ул. Школьная

## Население
| 2010 |
| ---- |
| 96   |

## Транспорт
Остановка общественного транспорта «Вторая карта»